# Celso Ferreira
Celso, właśc. Celso Ferreira lub Celsinho (ur. 2 października 1950 w São Paulo, zm. 14 stycznia 1997) – piłkarz brazylijski, występujący na pozycji lewy obrońcy.

## Kariera klubowa
W karierę piłkarską Celso rozpoczął w klubie SE Palmeiras w 1970. Z Palmeiras dwukrotnie zdobył mistrzostwo Brazylii w 1972 i 1973. W Palmeiras 10 października 1971 w wygranym 2-0 meczu z Sportem Recife Celso zadebiutował w lidze brazylijskiej. W latach 1974–1977 występował w Santa Cruz Recife. Z Santa Cruz zdobył mistrzostwo stanu Pernambuco – Campeonato Pernambucano w 1976.
W latach 1977–1978 był zawodnikiem Joinville EC, a w 1979 SER Caxias. W barwach Caxias 4 listopada 1979 w przegranym 1-2 meczu z Desportivą Cariacica Celso po raz ostatni wystąpił w lidze brazylijskiej. Ogółem w I lidze wystąpił w 37 meczach i strzelił 1 bramkę. Z Joinville zdobył mistrzostwo stanu Santa Catarina – Campeonato Catarinense w 1978. W późniejszych latach występował w Operario i São José EC.

## Kariera reprezentacyjna
W 1972 roku Celso uczestniczył w Igrzyskach Olimpijskich w Monachium. Na turnieju Celso był podstawowym zawodnikiem i wystąpił w dwóch meczach grupowych reprezentacji Brazylii z Danią i Węgrami.